# Stiepan Chrulow
Stiepan Aleksandrowicz Chrulow (ros. Степан Александрович Хрулёв; ur. 5 marca?/17 marca 1807 w Moskwie, zm. 22 maja 1870) – rosyjski generał porucznik od 1853, dowódca II Korpusu Armijnego od 1861.
8 kwietnia 1861 na czele 5 rot piechoty i 2 szwadronów jazdy (w sumie około 1300 ludzi) dokonał krwawej masakry ludności cywilnej Warszawy, zebranej na Placu Zamkowym, w wyniku czego zginęło ponad 100 osób.
Uczestnik wojny krymskiej. W 1853 dowódca artylerii rosyjskiej w czasie wojny z Chanatem Kokandu. 
Brał udział w tłumieniu powstania węgierskiego w latach 1848-1849 i powstania listopadowego. Odznaczony Orderem Świętego Jerzego III i IV klasy.